# Angela Tröndle
Angela Tröndle (Eigenschreibweise: Ángela Tröndle; * 7. Januar 1983 in Salzburg) ist eine österreichische Jazzmusikerin (Gesang, Piano, Komposition).

## Leben und Wirken
Tröndle, die in einer Musikerfamilie aufwuchs, zunächst Geige, Altblockflöte und klassisches Klavier spielte und das musische Gymnasium besuchte, nahm ab 1998 Unterricht in Jazzgesang und Jazzpiano und besuchte diverse Workshops und Masterclasses bei Ines Reiger, Wolfgang Muthspiel, Lauren Newton, Jon Hendricks, Bobby McFerrin, Theo Bleckmann, Fay Claassen, Maria Schneider und anderen. Zwischen 2001 und 2003 studierte sie Musikerziehung an der Universität für Musik und darstellende Kunst Graz, von 2003 und 2006 studierte sie dort Jazzgesang und schloss mit dem Bachelor ab. Nach einem privaten Studienaufenthalt an der Manhattan School of Music setzte sie ihre Studien in Graz fort und absolvierte 2010 mit Auszeichnung im Masterstudiengang Jazzkomposition/Arrangement bei Ed Partyka.
Bereits während des Studiums gründete Tröndle ihre Band Mosaik, zu der Siegmar Brecher (bcl), Stefan Heckel bzw. Michael Lagger (p), Valentin Czihak (b) und Philipp Kopmajer (dr) gehörten, um dann mit der Cellistin Sophie Abraham in The Little Band from Gingerland und mit Wolfgang Zamastil im Duo Luna*Lab  aufzutreten. Zwischen 2015 und 2017 arbeitete sie mit der Lungau Big Band; derzeit ist sie häufig in Soloprogrammen unterwegs. Zudem tritt sie mit Pippo Corvino im Duo und Quintett auf. Weiterhin ist auch auf Alben von Akrostichon und European Jazz Motion zu hören.

## Preise und Auszeichnungen
Tröndle war Preisträgerin beim 1. Marianne Mendt Jazzfestival im Jahr 2005 und erhielt 2012 von Radio Ö1 den Pasticcio-Preis für das Album Time Out Time.

## Diskographische Hinweise
- Angela Tröndle & Pippo Corvino: Distilled (2021)
- Angela Tröndle & Pippo Corvino: Getting Out of the Envelopes (cracked anegg records 2017)
- The Little Band from Gingerland: Sir Prise (cracked anegg records 2014)
- The Little Band from Gingerland: Time Out Time (cracked anegg records 2012)
- Angela Tröndle & Mosaik plus Strings: Eleven Electric Elephants (cracked anegg records 2010)
- Angela Tröndle & Mosaik: Dedication to a City (cracked anegg records 2007)